# Svobodni potok
Svobodni potok (včasih oz. v zgornjem toku tudi potok Jesenica) je potok, ki izvira na južnih pobočjih gore Hruški vrh (1776 m) in Rožca (1587 m) v Karavankah. Teče mimo vasi Plavški Rovt. Preden se na Jesenicah kot levi pritok izlije v Savo Dolinko, se mu pridružita še Jelenji potok in Raten ter potok Jesenica s pritoki Črni potok, Beli potok in Beli graben.